# Cantigas numa Língua Antiga
Cantigas numa Língua Antiga é um disco de Amália Rodrigues, gravado em 1977. É o primeiro disco de inéditos de Amália em 3 anos.
Amália foi acompanhada pelos músicos Fontes Rocha, na guitarra portuguesa e Martinho d'Assunção na viola.
Todas as composições são de Alain Oulman para poemas de grandes poetas portugueses: José Carlos Ary dos Santos, Pedro Homem de Mello, Manuel Alegre, Bernardim Ribeiro e Luís de Camões. 
Amália, que durante o PREC foi acusada de colaboração com o regime político anterior, mereceu de David Mourão-Ferreira um texto sobre o assunto  nas notas do disco.
O disco foi gravado nos estúdios Valentim de Carvalho em Paço de Arcos.
As fotografias da capa são de Augusto Cabrita e a capa de Manuel Correia.

## Alinhamento
| #   | Título                  | Poesia / Música                           |
| --- | ----------------------- | ----------------------------------------- |
| 1.  | "Alfama"                | José Carlos Ary dos Santos / Alain Oulman |
| 2.  | "Rosa Vermelha"         | José Carlos Ary dos Santos / Alain Oulman |
| 3.  | "Meu amigo está longe"  | José Carlos Ary dos Santos / Alain Oulman |
| 4.  | "Gondarém"              | Pedro Homem de Mello / Alain Oulman       |
| 5.  | "Amêndoa Amarga"        | José Carlos Ary dos Santos / Alain Oulman |
| 6.  | "O meu é teu"           | José Carlos Ary dos Santos / Alain Oulman |
| 7.  | "Abril"                 | Manuel Alegre / Alain Oulman              |
| 8.  | "Meu amor é marinheiro" | Manuel Alegre / Alain Oulman              |
| 9.  | "Mal aventurado"        | Bernardim Ribeiro / Alain Oulman          |
| 10. | "Perdigão"              | Luís Vaz de Camões / Alain Oulman         |
| 11. | "As facas"              | Manuel Alegre / Alain Oulman              |
| 12. | "A minha terra é Viana" | Pedro Homem de Mello / Alain Oulman       |

## Posições
| Paradas (1977)                 | Posições |
| ------------------------------ | -------- |
| Portugal - AFP                 | 1        |
| França - SNEP                  | 8        |
| Reino Unido - BPI              | 29       |
| Estados Unidos - Billboard 200 | 142      |

| País / Certificadora | Certificação | Vendas  |
| -------------------- | ------------ | ------- |
| Portugal AFP         | 5× Platina   | 250.000 |
| França SNEP          | Ouro         | 100.000 |
| Espanha PROMUSICAE   | Ouro         | 50.000  |
| Bélgica BEA          | Ouro         | 20.000  |
| Itália FIMI          | Ouro         | 50.000  |
| Israel IFPI          | Ouro         | 10.000  |